# HD 36395
HD 36395 — зоря в сузір'ї Оріон на відстані близько 18,8 св. років від Землі. Одна з найближчих до Землі зір.

## Характеристики
Тьмяна зоря 7,97 величини, не видима неозброєним оком. Вперше в астрономічній літературі її згадано в каталозі Генрі Дрейпера, виданому на початку XX століття. Це відносно холодний червоний карлик, що має масу, рівну 57 % маси Сонця. Зоря має світність 0.0185 сонячної, радіус в 2.5 рази поступається радіусу Сонця. Планет у системі зорі поки виявлено не було.

## Зноски
1. ↑  THE ONE HUNDRED NEAREST STAR SYSTEMS. RECONS (Research Consortium On Nearby Stars). 01 січня 2010. Архів оригіналу за 31 липня 2012. Процитовано 3 грудня 2011.